# Sentier du Tremblet
Le sentier du Tremblet est un sentier de randonnée français situé à La Réunion, sur le territoire des communes de Sainte-Rose et Saint-Philippe. Protégé au sein du parc national de La Réunion, il longe le rempart de Bellecombe et le rempart du Tremblet.